# Глайвицки инцидент
Глайвицки инцидент (наричан още и Глайвицка провокация) е активно мероприятие на немските тайни служби под кодовото наименование „Консерви“, извършено на 31 август 1939 г., според наложилата се след войната официална версия като повод за избухването ѝ.

## Прелюдия
На 23 август 1939 г. Адолф Хитлер вика британския пълномощен министър в Берлин Хендерсън и му представя германските искания към Полша – осигуряване за Райха на сухопътен коридор между немския хинтерланд и Източна Прусия, чрез предаване контрола върху град Данциг на Германия. Същия ден гаулайтерът на Данциг Алберт Форстер по нареждане на Хитлер обявява територията на града за независима държава, а самият областен управител Форстер се прогласява за държавен глава, искайки „помощ от Райха“.
Не изчаквайки отговора от Лондон, Хитлер вече при условията на подписания пакт Рибентроп-Молотов предявява нови искания, този път към Великобритания – преразпределение на колониите, във връзка с отнемането на немските такива по силата на Версайския договор. Междувременно Хитлер е мобилизирал и придвижил немските армии на полската граница. За успешно прикритие на това е наредено особено тържествено отбелязване на място на 25-ата годишнина от победата на кайзеровата армия начело с Хинденбург над руската императорска армия в битката при Таненберг през 1914 г.
На 28 август 1939 г. Великобритания връща положителен отговор на първите немски искания от 23 август същата година. Чембърлейн настоява единствено за „снижаване на напрежението“ в международните отношения в Централна Европа, но Хитлер го подозира в „печелене на време за организиране отбраната на Полша“. Английският отговор внася разколебаване у Хитлер и той отменя секретната си заповед за настъпление в Полша. На следващия ден, 29 август, Хитлер заявява на Хендерсън, че е готов на преки преговори с Полша, но само ако незабавно полски представител с най-широки пълномощия се яви в Берлин за окончателно уреждане на спорните въпроси между Германия и Полша.

Полското правителство, знаейки прецедента с Чехословакия от 1938 година, бави отговора си и на 30 август 1939 г. Хитлер губи търпение, раздразнен от полската реакция – полското правителство обявява обща мобилизация, а полският главнокомандващ Ридз-Смигли заявява че: 
| „ | армията не е само за паради. | “ |

 Немските контрамерки срещу полската реакция не закъсняват – Рибентроп вика Хендерсън и му представя нови немски искания спрямо Полша, които последният не успява дори да прочете на спокойствие. На 31 август 1939 г. полският посланик в Германия Липски иска среща с Рибентроп. От Варшава са му дадени ограничени и строги нареждания: упълномощен е да изслуша новите немски искания, без да ги обсъжда. На Липски му е възбранено да приема искания, които имат ултимативен характер.
Инцидентът от 31 август послужва като casus belli (повод за война) за начало на немските военни действия срещу Полша на 1 септември 1939 година. Тази дата, последвана от обявяването на т.нар. Странна война от страна на Англия и Франция на 3 септември 1939 година на Германия, се приема в историографията за начало на Втората световна война. Провокацията е организирана от Райнхард Хайдрих и неговия подчинен – началник на групите VI-F (диверсии) Алфред Науйокс (нем. Alfred Naujocks, щурмбанфюрер от СС) по указание на Адолф Хитлер.

## Активно мероприятие
За целта по организиране на инцидент, който да послужи като повод за война, отряд от криминални затворници, преоблечен в полски военни униформи, инсценира нападение от страна на полската армия срещу немска радиостанция в Горна Силезия – в района на граничния немски град Глайвиц (днес Гливице, Полша). За да си осигурят доказателства за инцидента, на мястото на нападението са изпратени криминални престъпници, въоръжени с полско оръжие и преоблечени в полски униформи, на които е обещано помилване след „съдействие от тяхна страна“. Онези от затворниците от концлагера Заксенхаузен, които успеят да се спасят от огъня на „охраната на радиостанцията“ (осъществявана от офицери от Гестапо) са свободни, а труповете на загиналите в полски униформи (именно те са наречени „Консерви“) са показани по немските киносалони като доказателство за полската инвазия в Райха. Същевременно в немския държавен радиоефир прозвучават няколко изстрела и е озвучено „обръщение“ на полски език: 
| „ | Граждани на Полша! Дойде време за война между Полша и Германия. Обединявайте се и убивайте всички немци! | “ |

В действителност, с оглед спечелване на инициативата предвид момента на изненадата, Вермахтът пет часа преди обръщението на Хитлер към немския народ, започва настъпателната операция срещу Полша. В обръщението си към нацията Хитлер заявява, че храбрите немски войници са защитили с чест териториалната цялост на Райха. Реално „изтласкването на полските въоръжени сили“ се осъществява от шефа на Гестапо Мюлер, който с неговите подчинени „успешно отблъсква нападението“ срещу радиостанцията в Глайвиц за което получава и награда – лента към Железния кръст (който немски държавен орден е получил по време на Първата световна война). 

## Пропагандно представяне на случая
На следващия ден след „инцидента“ (1 септември 1939 г.) към немския народ се обръща Хитлер, заявявайки, че Полша е извършила нападение на германска територия, и че оттогава Германия се намира в състояние на война с Полша.